# ヒョウモンダコ
ヒョウモンダコ（豹紋蛸）は、マダコ亜目マダコ科ヒョウモンダコ属に属する4種類のタコの総称。
小型だが猛毒のテトロドトキシンを含むことで知られ、人間の死亡例もある。日本ではその中の一種Hapalochlaena fasciata を指す場合が多い。

## 分布
一般に日本の小笠原諸島、南西諸島以南の太平洋からオーストラリアにかけての西太平洋熱帯域・亜熱帯域に分布し、浅い海の岩礁、サンゴ礁、砂礫底に生息する。しかし、海水温の上昇により分布北限が北上を続け、1999年には大阪湾での捕獲が記録されているほか、2009年になってからは九州北部（福岡県、佐賀県、長崎県、大分県）で多く目撃されていることから、警戒を呼び掛けられている。また、日本海側や浜名湖での捕獲や目撃も報告されている。

## 特徴
体長は10cmほどの小型のタコである。他のタコと同様に体色を素早く変化させることができ、周囲の岩や海藻に擬態するが、刺激を受けたり天敵に出くわして興奮すると、青い輪や線の模様のある明るい黄色の警告色に変化する。和名はこの模様がヒョウ柄を思わせることに由来する。
他のタコ同様に肉食性で、カニやエビを捕食するが、捕まえられるならば魚類も食べる。なお、野生では観察されたことはないが、飼育環境下では共食いすることが確認されている。
ヒョウモンダコの吸盤は小さくて弱々しく、スミを蓄える墨汁嚢も退化している。泳ぎも不得意で、基本的に海底をゆっくり這っている。こうした身体的特徴は、毒を持つことで強力な獲物を押さえつけたり、スミを吐いて敵から逃げる必要がないためと考えられている。

### 繁殖
メスと出会ったオスはメスの外套膜をつかみ、精子嚢を渡すための交接腕を外套膜腔に何度も挿入する交尾を、メスの中に十分に精子嚢が入るまで続ける。
交尾の後にはオスを食べる性的共食いを行うが、オスも黙って食べられないようメスに噛みついてテトロドトキシンを大動脈に打ち込み1時間ほど行動を止めている間に交尾を行う。
メスは秋の終わり頃に50個ほどの卵を産み、すぐに触手で抱えて食料を取らず、この状態を6か月間続ける。メスは卵の孵化と共に体力を使い果たして寿命を迎えるが、幼生は次の年には性成熟する。

## 毒性
ヒョウモンダコは、フグ毒としても知られる強力な神経毒素テトロドトキシンを保有する危険生物として知られている。主なテトロドトキシンの保有部位は後部唾液腺と全身の筋肉や皮であり、含まれるテトロドトキシン濃度は後部唾液腺が最も高いが、量としては筋肉や皮が最も多い。そのため、内臓を除去したとしてもヒョウモンダコを食べる行為は非常に危険である。そのほかにも生殖腺や消化器官、鰓、墨からもテトロドトキシンが検出される場合がある。本種のテトロドトキシンの獲得経路については明らかになっていないが、ヒョウモンダコのテトロドトキシン保有量には非常に大きな個体差がみられ、ほとんど無毒な個体もいれば、咬まれた場合には死亡する可能性のある猛毒な個体もみられる。ヒョウモンダコが保有するテトロドトキシンの生態学的な役割として、採餌と防衛が挙げられる。後部唾液腺に存在するテトロドトキシンは、咬みついて注入されることで餌生物や捕食者を麻痺させると推測されている。また、本種は筋肉や皮にも多量のテトロドトキシンを保有することから、フグのように捕食者による攻撃回避のためにもテトロドトキシンを利用すると推測されている。テトロドトキシンは非常に強力な神経毒素であるため、ヒョウモンダコに咬まれて多量の毒液を注入されれば、人であっても死に至る可能性がある。ただし、上述したように個体によってはテトロドトキシンを少量しか保有していない場合もあるため、咬まれても重篤にはならず一般的なタコの咬傷でみられる難治性の皮膚潰瘍のみが生じることも考えられる。
従来、唾液のみにテトロドトキシンが含まれていると考えられていたが、2018年9月の日本水産学会にて、長崎大学水産・環境科学総合研究科のグループが報告した内容によると、筋肉や体表にも含まれていることが判明し、食したり素手で触れないよう注意喚起を行った。ヒョウモンダコは積極的に人を襲うことはほとんどないが、不用意に触ると咬まれる危険性がある。必要以上に恐れる必要はないが、イカ釣りや磯遊びなどで偶然発見されることも多いため、見つけても触らない、磯遊びの際はマリンブーツを着用するなど対策が必要である。
テトロドトキシンはヒョウモンダコの獲物である甲殻類には無害だが、唾液腺中に含まれるもう一つの毒「ハパロトキシン (Hapalotoxin) 」は、甲殻類を麻痺させる毒性を持つ。ヒョウモンダコはカニなどを捕らえる際に、この毒を海水中に放出することであらかじめ獲物の動きを奪い、捕食に伴うリスクを減らしていると考えられる。

## 分類

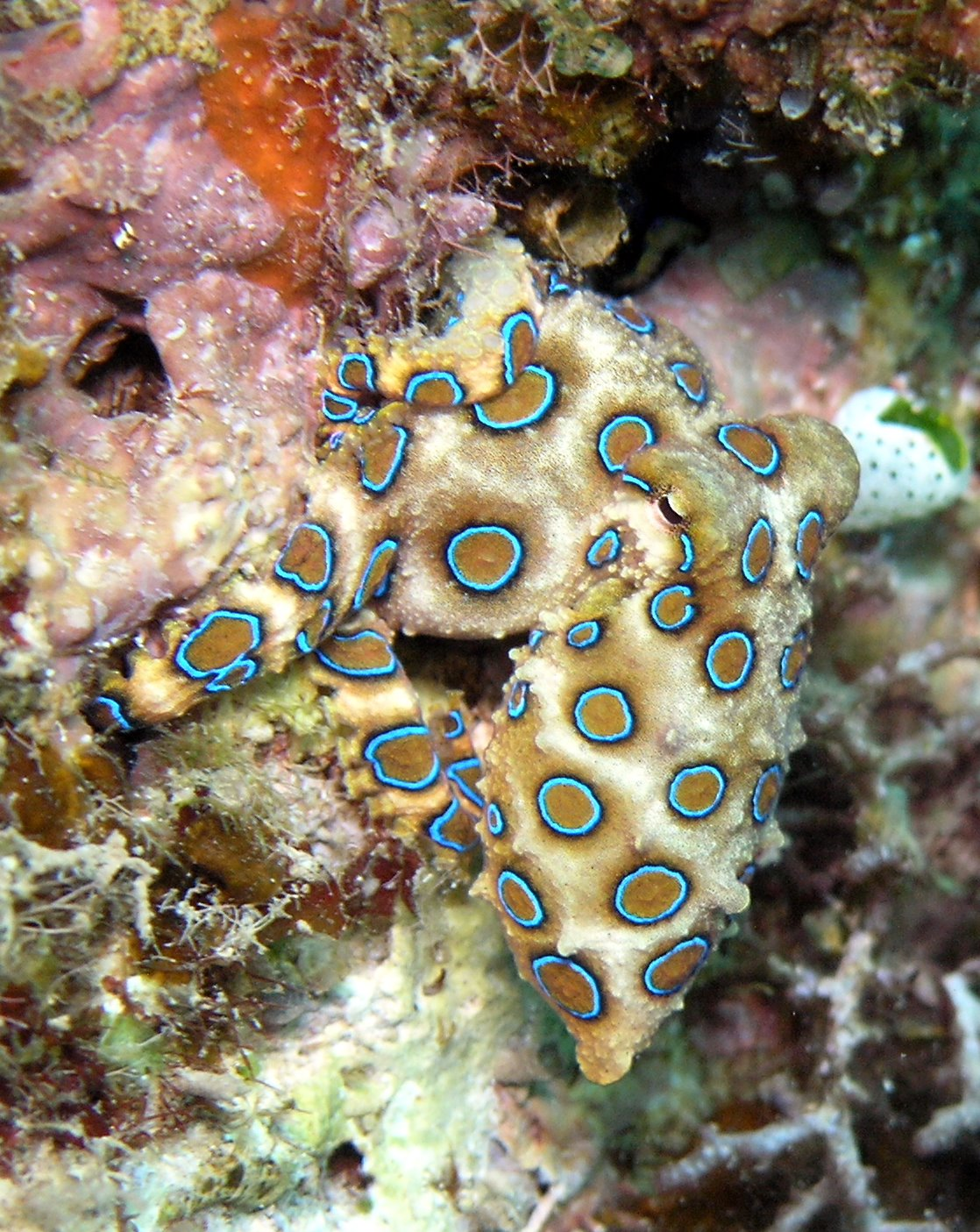
オオマルモンダコ Hapalochlaena lunulata

- ヒョウモンダコ Hapalochlaena fasciata Blue-lined Octopus
- オオマルモンダコ Hapalochlaena lunulata Greater Blue-ringed Octopus
- コマルモンダコ Hapalochlaena maculosa Lesser Blue-ringed Octopus or Southern Blue-ringed Octopus
- Hapalochlaena nierstraszi - 1938年にベンガル湾から一匹のみ捕獲されたが、この種の存在は疑問視されている。